# Sistotrema pyrosporum
Sistotrema pyrosporum é uma espécie de fungo pertence à família Hydnaceae.